# Discografia de Rihanna
A discografia de Rihanna, cantora e compositora de Barbados, consiste em oito álbuns de estúdio, dois de remisturas e três compilações, sendo que uma constitui uma caixa para colecionadores, compilando os seus três primeiros discos de carreira. Lançou também cinquenta e sete singles (incluindo dois promocionais, doze como artista convidada e três de caridade). Acostumada a quebrar recordes, Rihanna foi apontada pelo Guinness World Records como a artista mais vendida do século 21 e suas vendas globais já ultrapassam 420 milhões. Em 2011, foi considerada pela Billboard a artista de todos os tempos que mais foi alvo de download digital na década de 2000. Rihanna conseguiu colocar catorze dos seus trabalhos na liderança da Hot 100, tornando-se apenas a sétima artista a conseguir tal feito em 53 anos de história de existência da tabela e é a segunda artista feminina a ter mais números #1 nesta tabela, só perde para a cantora/compositora Mariah Carey, que possui dezenove (conquistou seu 19º número 1 em dezembro de 2019).
A sua primeira aparência nas tabelas musicais mundiais em 2005 com "Pon de Replay", depois de assinar contrato com a editora discográfica Def Jam Recordings. O seu álbum de estreia, Music of the Sun, mistura os géneros caribenhos distintos de dancehall com reggae. O seu segundo álbum, A Girl like Me, tem um estilo tropical, mas contém também estilos urbanos e pop. "Roll It" marcaria a sua primeira aparência como artista convidada, antes do lançamento do seu terceiro álbum de estúdio, Good Girl Gone Bad em 2007. O disco transmitiu um som mais urbano, com influências R&B e dance. A juntar aos singles originais "Umbrella", "Shut Up and Drive", "Don't Stop the Music" e "Hate That I Love You", o relançamento intitulado Good Girl Gone Bad: Reloaded culminou na divulgação de "Take A Bow", "If I Never See Your Face Again", "Disturbia" e "Rehab" como faixas de trabalho. Entretanto, a cantora já tinha participado em projectos com T.I. e em "Just Stand Up!, o seu primeiro single de caridade.
Em Janeiro de 2009, é editada mais uma versão do terceiro disco de originais, uma compilação de remisturas de seu nome Good Girl Gone Bad: The Remixes, contendo faixas de rádio editadas com mistura dance. "Breakin' Dishes" foi a sua primeira gravação promocional em resultado da nova versão. Jay-Z juntou Rihanna e Kanye West para "Run This Town", antes do lançamento de "Russian Roulette" que serviu como primeiro single de Rated R, quarto álbum de estúdio da cantora lançado em Novembro. Este trabalho continha um tom mais obscuro e maturo, com origens estilísticas de hip-hop, R&B e rock. "Hard", "Rude Boy", "Rockstar 101" e "Te Amo", foram faixas que se sucederam, sendo que "Wait Your Turn" também foi promovido a single promocional.
Após a sua aparência no multi-platinado "Love the Way You Lie" de Eminem, sucedeu-se o quinto projecto de originais da artista, Loud, lançado a Novembro de 2010. Este trabalho marcou o regresso de Rihanna aos estilos mais dançantes e alegres, promovido pelo single de avanço, "Only Girl (In the World)", que juntamente com o segundo, "What's My Name?, lideraram nas tabelas musicais dos Estados Unidos e Reino Unido. Seguiram-se os trabalhos "S&M" (que também atingiu o topo da Billboard Hot 100), "California King Bed", "Man Down" e "Cheers (Drink to That)", e se tornou o álbum mais vendido mundialmente por uma artista negra nos anos 2010. Em Novembro de 2011, foi editado o sexto disco da cantora, Talk That Talk, cujo single de avanço "We Found Love" conseguiu ser a décima primeira faixa a atingir a liderança na Hot 100 do Norte da América. "Take Care" com Drake e "Princess of China" com Coldplay foram duas parcerias lançadas no início de 2012, sucedendo a "You Da One" e "Talk That Talk" com Jay-Z, do álbum da artista. "Where Have You Been" e "Cockiness (Love It)" também serviram como foco de divulgação do trabalho. Nesse mesmo ano, novamente em Novembro, a intérprete conseguiu alcançar pela primeira vez a Billboard 200 com o seu sétimo álbum de estúdio Unapologetic.

## Álbuns

### Álbuns de estúdio
| Título | Melhor posição nas tabelas musicais | Melhor posição nas tabelas musicais | Melhor posição nas tabelas musicais | Melhor posição nas tabelas musicais | Melhor posição nas tabelas musicais | Melhor posição nas tabelas musicais | Melhor posição nas tabelas musicais | Melhor posição nas tabelas musicais | Melhor posição nas tabelas musicais | Melhor posição nas tabelas musicais | Vendas                                         | Certificações |
| Título | ALE                                 | AUS                                 | CAN                                 | EUA                                 | FRA                                 | HOL                                 | IRL                                 | NOR                                 | RU                                  | SUI                                 | Vendas                                         | Certificações |
| --- | ----------------------------------- | ----------------------------------- | ----------------------------------- | ----------------------------------- | ----------------------------------- | ----------------------------------- | ----------------------------------- | ----------------------------------- | ----------------------------------- | ----------------------------------- | ---------------------------------------------- | --- |
| Music of the Sun - Lançamento: 30 de Agosto de 2005 - Editora discográfica: Def Jam - Formato(s): CD, descarga digital        | 31                                  | -                                   | 7                                   | 10                                  | 93                                  | 98                                  | 12                                  | -                                   | 35                                  | 38                                  | - : 1 milhão - : 3 milhões                     | - MC: Platina - RIAA: Platina - RMNZ: Ouro - BPI: Ouro |
| A Girl like Me - Lançamento: 25 de Abril de 2006 - Editora discográfica: Def Jam - Formato(s): CD, descarga digital           | 13                                  | 9                                   | 1                                   | 5                                   | 18                                  | 14                                  | 18                                  | 28                                  | 5                                   | 6                                   | - : 667,672 - : 2 milhões - : 5 milhões        | - BVMI: Ouro - ARIA: Platina - MC: 2× Platina - RIAA: Platina - IRMA: 2× Platina - BPI: 2× Platina - IFPI: Platina                                                           |
| Good Girl Gone Bad - Lançamento: 30 de Maio de 2007 - Editora discográfica: Def Jam - Formato(s): CD, descarga digital        | 4                                   | 2                                   | 1                                   | 2                                   | 8                                   | 20                                  | 1                                   | 3                                   | 1                                   | 1                                   | - : 2,1 milhões - : 2,8 milhões - : 14 milhões | - BVMI: 2× Platina - ARIA: 3× Platina - ABPD: 2× Platina - MC: 5× Platina - RIAA: 2× Platina - IRMA: 3× Platina - BPI: 6× Platina - IFPI: 3× Platina                         |
| Rated R - Lançamento: 20 de Novembro de 2009 - Editora discográfica: Def Jam - Formato(s): CD, descarga digital               | 4                                   | 12                                  | 5                                   | 4                                   | 10                                  | 18                                  | 7                                   | 1                                   | 9                                   | 1                                   | - : 710,000 - : 1,500,00 - : 4 milhões         | - BVMI: Ouro - ARIA: Platina - MC: Platina - RIAA: Platina - SNEP: Platina - IRMA: Platina - BPI: 2× Platina - IFPI: Platina                                                 |
| Loud - Lançamento: 12 de Novembro de 2010 - Editora discográfica: Def Jam - Formato(s): CD, descarga digital                  | 2                                   | 2                                   | 1                                   | 3                                   | 3                                   | 6                                   | 1                                   | 1                                   | 1                                   | 1                                   | - : 1 milhão - : 1,8 milhões - : 13 milhões    | - BVMI: 3× Ouro - ARIA: 2× Platina - ABPD: Platina - MC: 4× Platina - RIAA: Platina - IRMA: 5× Platina - RMNZ: Platina - BPI: 6× Platina - IFPI: 2× Platina                  |
| Talk That Talk - Lançamento: 18 de Novembro de 2011 - Editora discográfica: Def Jam - Formato(s): CD, descarga digital        | 3                                   | 5                                   | 3                                   | 3                                   | 2                                   | 6                                   | 2                                   | 1                                   | 1                                   | 1                                   | - : 1 milhão - : 1,1 milhão - : 9 milhões      | - BVMI: Ouro - ARIA: Platina - ABPD: Ouro - RIAA: Platina - IRMA: 3× Platina - BPI: 2× Platina - IFPI: Platina                                                               |
| Unapologetic - Lançamento: 19 de Novembro de 2012 - Editora discográfica: Def Jam - Formato(s): CD, DVD, descarga digital     | 4                                   | 8                                   | 1                                   | 1                                   | 3                                   | 6                                   | 2                                   | 1                                   | 1                                   | 1                                   | - : 635 mil - : 2 milhões - : 7 milhões        | - BVMI: Ouro - IFPI: Ouro - MC: Platina - IFPI: Ouro - RIAA: Ficheiro:2x Platina.svg 2x Platina - IRMA: Ficheiro:2x Platina.svg 2× 2x Platina - ZPAV: Ouro - BPI: 2× Platina |
| Anti - Lançamento: 28 de janeiro de 2016 - Editora discográfica: Westbury Road, Roc Nation - Formato(s): CD, descarga digital | 3                                   | 5                                   | 1                                   | 1                                   | 6                                   | 3                                   | 4                                   | 1                                   | 7                                   | 2                                   | - :6 milhões - : 11 milhões                    | - MC: Ouro - RIAA: Ficheiro:6x Platina.svg 6x Platina |
| "—" denota um título que não tenha entrado na tabela musical do respectivo país.                                              |                                     |                                     |                                     |                                     |                                     |                                     |                                     |                                     |                                     |                                     |                                                | |

### Álbuns de remisturas
| Título | Melhor posição nas tabelas musicais | Melhor posição nas tabelas musicais | Melhor posição nas tabelas musicais | Melhor posição nas tabelas musicais | Vendas     |
| Título | GRE                                 | EUA                                 | EUA R&B/Hip-Hop                     | EUA Dance                           | Vendas     |
| --- | ----------------------------------- | ----------------------------------- | ----------------------------------- | ----------------------------------- | ---------- |
| Good Girl Gone Bad: The Remixes - Lançamento: 27 de Janeiro de 2009 - Editora: Def Jam - Formatos: CD, Descarga digital | -                                   | 106                                 | 59                                  | 4                                   | - : 54 mil |
| Rated R: Remixed - Lançamento: 8 de Maio de 2010 - Editora: Def Jam - Formatos: CD, descarga digital                    | 4                                   | 158                                 | 33                                  | 6                                   | - : 13 mil |
| "—" denota um título que não tenha entrado na tabela musical do respectivo país.                                        |                                     |                                     |                                     |                                     |            |

### Álbuns de compilação
| Título | Melhor posição nas tabelas musicais | Melhor posição nas tabelas musicais |
| Título | EUA R&B/Hip-Hop                     | FRA                                 |
| --- | ----------------------------------- | ----------------------------------- |
| 3CD Collector's Set - Lançamento: 15 de Dezembro de 2009 - Editora: Def Jam - Formatos: CD, descarga digital | 80                                  | -                                   |
| Music of the Sun/A Girl Like Me - Lançamento: 6 de Maio de 2010 - Editora: Universal Music - Formatos: CD    | -                                   | -                                   |
| Coffret 4 CD - Lançamento: 17 de Outubro de 2011 - Editora: Def Jam - Formatos: CD                           | -                                   | 55                                  |
| "—" denota um título que não tenha entrado na tabela musical do respectivo país.                             |                                     |                                     |

## Singles

### Como artista principal
| Ano                                                                              | Título                                                      | Melhor posição nas tabelas musicais | Melhor posição nas tabelas musicais | Melhor posição nas tabelas musicais | Melhor posição nas tabelas musicais | Melhor posição nas tabelas musicais | Melhor posição nas tabelas musicais | Melhor posição nas tabelas musicais | Melhor posição nas tabelas musicais | Melhor posição nas tabelas musicais | Melhor posição nas tabelas musicais | Melhor posição nas tabelas musicais | Melhor posição nas tabelas musicais | Certificação | Álbum                                                       |
| Ano                                                                              | Título                                                      | ALE                                 | AUS                                 | AUT                                 | CAN                                 | EUA                                 | FIN                                 | FRA                                 | IRL                                 | NOR                                 | NZ                                  | RU                                  | SUI                                 | Certificação | Álbum                                                       |
| -------------------------------------------------------------------------------- | ----------------------------------------------------------- | ----------------------------------- | ----------------------------------- | ----------------------------------- | ----------------------------------- | ----------------------------------- | ----------------------------------- | ----------------------------------- | ----------------------------------- | ----------------------------------- | ----------------------------------- | ----------------------------------- | ----------------------------------- | --- | ----------------------------------------------------------- |
| 2005                                                                             | "Pon de Replay"                                             | 6                                   | 6                                   | 5                                   | 3                                   | 2                                   | 8                                   | 18                                  | 2                                   | 3                                   | 1                                   | 2                                   | 2                                   | - ARIA: Platina - RMNZ: Ouro - RIAA: 2× Platina - IFPI: Ouro - BPI: Prata - IFPI: Ouro                                                                           | Music of the Sun                                            |
| 2005                                                                             | "If It's Lovin' that You Want"                              | 25                                  | 9                                   | 31                                  | -                                   | 36                                  | -                                   | -                                   | 8                                   | -                                   | 9                                   | 11                                  | 19                                  | - RIAA: Ouro | Music of the Sun                                            |
| 2006                                                                             | "SOS"                                                       | 2                                   | 1                                   | 4                                   | 1                                   | 1                                   | 3                                   | 12                                  | 3                                   | 3                                   | 3                                   | 2                                   | 3                                   | - ARIA: 2× Platina - EUA: 2× Platina - BPI: Prata | A Girl like Me                                              |
| 2006                                                                             | "Unfaithful"                                                | 2                                   | 2                                   | 2                                   | 1                                   | 6                                   | 13                                  | 7                                   | 2                                   | 2                                   | 4                                   | 2                                   | 1                                   | - ARIA: Ouro - IFPI: Ouro - RIAA: 3× Platina - BEA: Ouro - IFPI: Platina - BPI: Ouro - IFPI: Ouro                                                                | A Girl like Me                                              |
| 2006                                                                             | "We Ride"[A]                                                | 45                                  | 24                                  | —                                   | —                                   | —                                   | 4                                   | —                                   | 17                                  | —                                   | 7                                   | 17                                  | 42                                  | - RIAA: Ouro | A Girl like Me                                              |
| 2006                                                                             | "Break It Off" (e Sean Paul)                                | —                                   | —                                   | —                                   | 19                                  | 9                                   | —                                   | —                                   | —                                   | —                                   | —                                   | —                                   | —                                   | - RIAA: Ouro | A Girl like Me                                              |
| 2007                                                                             | "Umbrella" (com a participação de Jay-Z)                    | 1                                   | 1                                   | 1                                   | 1                                   | 1                                   | 2                                   | 6                                   | 1                                   | 1                                   | 1                                   | 1                                   | 1                                   | - BVMI: Platina - ARIA: Platina - IFPI: Platina - RMNZ: Platina - IFPI: Ouro - BPI: Platina - RIAA: 6× Platina - BEA: Platina - ABPD: Platina - IFPI: 2× Platina | Good Girl Gone Bad                                          |
| 2007                                                                             | "Shut Up and Drive"                                         | 6                                   | 4                                   | 31                                  | 7                                   | 15                                  | 3                                   | —                                   | 5                                   | 13                                  | 12                                  | 5                                   | 14                                  | - ARIA: Ouro - RIAA: 2× Platina | Good Girl Gone Bad                                          |
| 2007                                                                             | "Don't Stop the Music"                                      | 1                                   | 1                                   | 1                                   | 2                                   | 3                                   | 3                                   | 1                                   | 6                                   | 7                                   | 3                                   | 4                                   | 1                                   | - BVMI: Ouro - ARIA: Platina - IFPI: Ouro - RMNZ: Platina - BPI: Prata - RIAA: 4× Platina                                                                        | Good Girl Gone Bad                                          |
| 2007                                                                             | "Hate That I Love You" (com a participação de Ne-Yo)        | 11                                  | 14                                  | 17                                  | 14                                  | 7                                   | —                                   | 16                                  | 13                                  | —                                   | 6                                   | 15                                  | 13                                  | - ARIA: Ouro - RMNZ: Ouro - RIAA: 2× Platina | Good Girl Gone Bad                                          |
| 2008                                                                             | "Take a Bow"                                                | 6                                   | 3                                   | 6                                   | 1                                   | 1                                   | 17                                  | 12                                  | 1                                   | 5                                   | 2                                   | 1                                   | 7                                   | - ARIA: Platina - RMNZ: Platina - BPI: Ouro - RIAA: 4× Platina                                                                                                   | Good Girl Gone Bad: Reloaded                                |
| 2008                                                                             | "Disturbia"                                                 | 5                                   | 6                                   | 4                                   | 2                                   | 1                                   | 2                                   | 3                                   | 4                                   | 3                                   | 1                                   | 3                                   | 4                                   | - ARIA: Platina - RMNZ: Platina - BPI: Prata - RIAA: 6× Platina                                                                                                  | Good Girl Gone Bad: Reloaded                                |
| 2008                                                                             | "Rehab"                                                     | 4                                   | 26                                  | 9                                   | 19                                  | 18                                  | —                                   | —                                   | 22                                  | 4                                   | 12                                  | 16                                  | 13                                  | - RMNZ: Ouro - RIAA: 2× Platina | Good Girl Gone Bad                                          |
| 2009                                                                             | "Russian Roulette"                                          | 2                                   | 7                                   | 2                                   | 9                                   | 9                                   | 3                                   | 4                                   | 5                                   | 1                                   | 9                                   | 2                                   | 1                                   | - ARIA: Ouro - RMNZ: Ouro - IFPI: Ouro - BPI: Prata - RIAA: 2× Platina                                                                                           | Rated R                                                     |
| 2010                                                                             | "Hard" (com a participação de Young Jeezy)                  | —                                   | 51                                  | —                                   | 9                                   | 8                                   | —                                   | —                                   | 33                                  | —                                   | 15                                  | 42                                  | 26                                  | - RIAA: 2× Platina | Rated R                                                     |
| 2010                                                                             | "Rude Boy"                                                  | 4                                   | 1                                   | 6                                   | 7                                   | 1                                   | 7                                   | 8                                   | 3                                   | 3                                   | 3                                   | 2                                   | 5                                   | - RIAA: 2× Platina - RMNZ: Platina - IFPI: Ouro - BPI: Ouro - RIAA: 5× Platina                                                                                   | Rated R                                                     |
| 2010                                                                             | "Rockstar 101" (com a participação de Slash)                | —                                   | 24                                  | —                                   | —                                   | 64                                  | —                                   | —                                   | —                                   | —                                   | —                                   | —                                   | —                                   | - RIAA: Platina | Rated R                                                     |
| 2010                                                                             | "Te Amo"                                                    | 11                                  | 22                                  | 11                                  | 66                                  | —                                   | 14                                  | 66                                  | 16                                  | 12                                  | —                                   | 14                                  | 9                                   | - ARIA: Ouro - IFPI: Ouro - RIAA: Ouro | Rated R                                                     |
| 2010                                                                             | "Only Girl (In the World)"                                  | 2                                   | 1                                   | 1                                   | 1                                   | 1                                   | 2                                   | 2                                   | 1                                   | 1                                   | 1                                   | 1                                   | 2                                   | - BVMI: Platina - ARIA: 5× Platina - RMNZ: Platina - IFPI: 2× Platina - BPI: Platina - RIAA: 6× Platina                                                          | Loud                                                        |
| 2010                                                                             | "What's My Name?" (com a participação de Drake)             | 12                                  | 18                                  | 13                                  | 5                                   | 1                                   | —                                   | 16                                  | 3                                   | 4                                   | 3                                   | 1                                   | 13                                  | - ARIA: Platina - RMNZ: Platina - IFPI: Ouro - BPI: Platina - RIAA: 6× Platina                                                                                   | Loud                                                        |
| 2011                                                                             | "S&M"                                                       | 2                                   | 1                                   | 4                                   | 1                                   | 1                                   | 4                                   | 3                                   | 3                                   | 2                                   | 2                                   | 3                                   | 2                                   | - ARIA: 4× Platina - RIAA: 4× Platina - RMNZ: Platina - IFPI: Platina - BPI: Prata                                                                               | Loud                                                        |
| 2011                                                                             | "California King Bed"                                       | 9                                   | 4                                   | 4                                   | 20                                  | 37                                  | —                                   | 30                                  | 11                                  | —                                   | 4                                   | 8                                   | 10                                  | - ARIA: 2× Platina - RMNZ: Ouro - FIMI: Ouro - IFPI: Ouro - RIAA: 2× Platina                                                                                     | Loud                                                        |
| 2011                                                                             | "Man Down"                                                  | —                                   | —                                   | —                                   | 63                                  | 59                                  | —                                   | 1                                   | —                                   | 17                                  | —                                   | 54                                  | 9                                   | - RIAA: 2× Platina | Loud                                                        |
| 2011                                                                             | "Cheers (Drink to That)"                                    | —                                   | 6                                   | —                                   | 6                                   | 7                                   | —                                   | 67                                  | 17                                  | —                                   | 5                                   | 15                                  | 66                                  | - ARIA: 2× Platina - RIAA: 2× Platina - RMNZ: Ouro | Loud                                                        |
| 2011                                                                             | "We Found Love" (com a participação de Calvin Harris)       | 1                                   | 2                                   | 2                                   | 1                                   | 1                                   | 1                                   | 1                                   | 1                                   | 1                                   | 1                                   | 1                                   | 1                                   | - ARIA: 6× Platina - BEA: Platina - IFPI: Ouro - RIAA: 9× Platina - RMNZ: 3× Platina - BPI: 3× Platina - IFPI: 2× Platina                                        | Talk That Talk                                              |
| 2011                                                                             | "You Da One"                                                | —                                   | 26                                  | 27                                  | 12                                  | 14                                  | —                                   | 23                                  | 12                                  | 16                                  | 10                                  | 16                                  | 49                                  | - ARIA: Platina - RIAA: 2× Platina - RMNZ: Ouro | Talk That Talk                                              |
| 2012                                                                             | "Talk That Talk" (com a participação de Jay-Z)              | —                                   | 28                                  | —                                   | 30                                  | 31                                  | —                                   | 24                                  | 40                                  | 10                                  | 37                                  | 25                                  | 11                                  | - ARIA: Ouro - RIAA: Platina | Talk That Talk                                              |
| 2012                                                                             | "Princess of China" (com Coldplay)                          | 41                                  | 16                                  | 25                                  | 17                                  | 20                                  | 14                                  | 24                                  | 5                                   | 8                                   | 8                                   | 4                                   | 20                                  | - ARIA: Platina - RMNZ: Ouro - BPI: Ouro | Mylo Xyloto                                                 |
| 2012                                                                             | "Where Have You Been"                                       | 17                                  | 6                                   | 23                                  | 5                                   | 5                                   | —                                   | 2                                   | 8                                   | 8                                   | 4                                   | 5                                   | 15                                  | - ARIA: 2× Platina - BEA: Ouro - RIAA: 4× Platina - RMNZ: Platina                                                                                                | Talk That Talk                                              |
| 2012                                                                             | "Cockiness (Love It)"[B] (com a participação de ASAP Rocky) | —                                   | —                                   | —                                   | —                                   | —                                   | —                                   | —                                   | —                                   | —                                   | —                                   | —                                   | —                                   | | Talk That Talk                                              |
| 2012                                                                             | "Diamonds"                                                  | 1                                   | 6                                   | 1                                   | 1                                   | 1                                   | 1                                   | 1                                   | 2                                   | 1                                   | 2                                   | 1                                   | 1                                   | - BVMI: Platina - ARIA: 4× Platina - BEA: Platina - MC: Ouro - RIAA: 6× Platina - FIMI: 2× Platina - RMNZ: 2× Platina - IFPI: 2× Platina                         | Unapologetic                                                |
| 2013                                                                             | "Stay" (com a participação de Mikky Ekko)                   | 2                                   | 4                                   | 5                                   | 1                                   | 3                                   | —                                   | 2                                   | 2                                   | 2                                   | 4                                   | 4                                   | 2                                   | - BVMI: Ouro - ARIA: 3× Platina - BEA: Ouro - RIAA: 7× Platina - RMNZ: 2× Platina                                                                                | Unapologetic                                                |
| 2013                                                                             | "Pour It Up"                                                | —                                   | —                                   | —                                   | 49                                  | 19                                  | —                                   | 92                                  | —                                   | —                                   |                                     | 70                                  | —                                   | - RIAA: 2× Platina | Unapologetic                                                |
| 2013                                                                             | "Right Now" (com a participação de David Guetta)            | 46                                  | 39                                  | 41                                  | 32                                  | 50                                  | —                                   | 31                                  | 77                                  | —                                   | —                                   | 36                                  | 32                                  | - ARIA: Ouro | Unapologetic                                                |
| 2013                                                                             | "What Now"                                                  | 91                                  | 21                                  | —                                   | 53                                  | 25                                  | —                                   | 52                                  | 21                                  | —                                   | 13                                  | 165                                 | —                                   | - ARIA: Platina | Unapologetic                                                |
| 2015                                                                             | "FourFiveSeconds" (com Kanye West e Paul McCartney)         | 3                                   | 1                                   | 2                                   | 3                                   | 4                                   | 8                                   | 2                                   | 1                                   | 1                                   | 1                                   | 3                                   | 3                                   | - ARIA: 3× Platina - RIAA: 3× Platina - BPI: Platina - RMNZ: 2× Platina                                                                                          | —                                                           |
| 2015                                                                             | "Towards the Sun"                                           | —                                   | —                                   | —                                   | —                                   | —                                   | —                                   | 22                                  | —                                   | —                                   | —                                   | 76                                  | —                                   | | Home                                                        |
| 2015                                                                             | "Bitch Better Have My Money"                                | 17                                  | 14                                  | 18                                  | 11                                  | 15                                  | 1                                   | 3                                   | 32                                  | 24                                  | 10                                  | 27                                  | 7                                   | - ARIA: Ouro - RIAA: 2× Platina - RMNZ: Ouro - BPI: Prata | —                                                           |
| 2015                                                                             | "American Oxygen"                                           | 39                                  | 65                                  | 52                                  | 59                                  | 78                                  | 19                                  | 25                                  | 33                                  | 25                                  | —                                   | 71                                  | 30                                  | - IFPI: Ouro | —                                                           |
| 2016                                                                             | "Work" (com a participação de Drake)                        | 5                                   | 5                                   | 14                                  | 1                                   | 1                                   | 10                                  | 1                                   | 2                                   | 4                                   | 2                                   | 2                                   | 9                                   | - ARIA: Platina - MC: Ouro - RMNZ: Platina - IFPI: Platina - RIAA: 6× Platina - BPI: Platina                                                                     | Anti                                                        |
| 2016                                                                             | "Needed Me"                                                 | 57                                  | 48                                  | 71                                  | 27                                  | 7                                   | —                                   | 94                                  | 47                                  | —                                   | 14                                  | 38                                  | 45                                  | * NZ: ouro - SWE: ouro - RU: Prata - ITA: ouro - AUS: ouro - EUA: 5× Platina                                                                                     | Anti                                                        |
| 2016                                                                             | "Kiss It Better"                                            | 48                                  | —                                   | 54                                  | 62                                  | 77                                  | 76                                  | 66                                  | —                                   | —                                   | 46                                  |                                     |                                     | |                                                             |
| 2022                                                                             | "Lift Me Up"                                                | 9                                   | 5                                   | -                                   | 3                                   | 2                                   | -                                   | 3                                   | 3                                   | -                                   | 3                                   | -                                   | -                                   | - BPI: Prata[36] - MC: Platina[51] - SNEP: Ouro[60] | Black Panther: Wakanda Forever – Music From and Inspired By |
| "—" denota um título que não tenha entrado na tabela musical do respectivo país. |                                                             |                                     |                                     |                                     |                                     |                                     |                                     |                                     |                                     |                                     |                                     |                                     |                                     | |                                                             |

### Como artista convidada
| Ano                                                                              | Título                                                                    | Melhor posição nas tabelas musicais | Melhor posição nas tabelas musicais | Melhor posição nas tabelas musicais | Melhor posição nas tabelas musicais | Melhor posição nas tabelas musicais | Melhor posição nas tabelas musicais | Melhor posição nas tabelas musicais | Melhor posição nas tabelas musicais | Melhor posição nas tabelas musicais | Melhor posição nas tabelas musicais | Melhor posição nas tabelas musicais | Melhor posição nas tabelas musicais | Certificação                                                                                 | Álbum                                                     |
| Ano                                                                              | Título                                                                    | ALE                                 | AUS                                 | AUT                                 | CAN                                 | EUA                                 | FIN                                 | FRA                                 | IRL                                 | NOR                                 | NZ                                  | RU                                  | SUI                                 | Certificação                                                                                 | Álbum                                                     |
| -------------------------------------------------------------------------------- | ------------------------------------------------------------------------- | ----------------------------------- | ----------------------------------- | ----------------------------------- | ----------------------------------- | ----------------------------------- | ----------------------------------- | ----------------------------------- | ----------------------------------- | ----------------------------------- | ----------------------------------- | ----------------------------------- | ----------------------------------- | -------------------------------------------------------------------------------------------- | --------------------------------------------------------- |
| 2007                                                                             | "Roll It" (J-Status com a participação de Rihanna e Shontelle)            | 33                                  | —                                   | —                                   | —                                   | —                                   | 8                                   | —                                   | —                                   | —                                   | —                                   | —                                   | 89                                  |                                                                                              | The Beginning                                             |
| 2008                                                                             | "If I Never See Your Face Again" (Maroon 5 com a participação de Rihanna) | —                                   | 11                                  | 54                                  | 12                                  | 51                                  | —                                   | —                                   | 16                                  | —                                   | 21                                  | 28                                  | 52                                  | - ARIA: Ouro                                                                                 | It Won't Be Soon Before Long/Good Girl Gone Bad: Reloaded |
| 2008                                                                             | "Live Your Life" (T.I. com a participação de Rihanna)                     | 12                                  | 3                                   | 5                                   | 4                                   | 1                                   | —                                   | 17                                  | 3                                   | 6                                   | 2                                   | 2                                   | 8                                   | - ARIA: Platina - RMNZ: Platina - RIAA: 3× Platina                                           | Paper Trail                                               |
| 2009                                                                             | "Run This Town" (Jay-Z com a participação de Rihanna e Kanye West)        | 18                                  | 9                                   | 29                                  | 6                                   | 2                                   | —                                   | —                                   | 3                                   | 5                                   | 9                                   | 1                                   | 9                                   | - ARIA: Platina - RMNZ: Ouro - RIAA: 2× Platina                                              | The Blueprint 3                                           |
| 2010                                                                             | "Love the Way You Lie" (Eminem com a participação de Rihanna)             | 1                                   | 1                                   | 1                                   | 1                                   | 1                                   | 1                                   | 3                                   | 1                                   | 1                                   | 1                                   | 2                                   | 1                                   | - BVMI: Platina - ARIA: 7× Platina - RIAA: 11× Platina - RMNZ: 2× Platina - IFPI: 3× Platina | Recovery                                                  |
| 2010                                                                             | "Who's That Chick?" (David Guetta com a participação de Rihanna)          | 6                                   | 7                                   | 4                                   | 26                                  | 51                                  | 5                                   | 5                                   | 4                                   | 5                                   | 8                                   | 6                                   | 8                                   | - BVMI: Ouro - ARIA: 2× Platina - RMNZ: Platina - BPI: Prata                                 | One More Love                                             |
| 2011                                                                             | "All of the Lights" (Kanye West com a participação de Rihanna e Kid Cudi) | —                                   | 24                                  | —                                   | 53                                  | 18                                  | —                                   | 56                                  | 13                                  | —                                   | 13                                  | 15                                  | 46                                  | - ARIA: Platina - RIAA: Platina                                                              | My Beautiful Dark Twisted Fantasy                         |
| 2011                                                                             | "Fly" (Nicki Minaj com a participação de Rihanna)                         | —                                   | 18                                  | —                                   | 55                                  | 19                                  | —                                   | —                                   | 14                                  | —                                   | 13                                  | 16                                  | —                                   | - ARIA: Ouro - RIAA: Platina                                                                 | Pink Friday                                               |
| 2012                                                                             | "Take Care" (Drake com a participação de Rihanna)                         | —                                   | 18                                  | —                                   | 17                                  | 9                                   | —                                   | 55                                  | 18                                  | —                                   | 6                                   | 9                                   | 50                                  | - ARIA: 2× Platina - MC: 2× Platina - RIAA: 2× Platina - RMNZ: Platina                       | Take Care                                                 |
| 2013                                                                             | "Bad (Remix)" (Wale com a participação de Rihanna)                        | —                                   | —                                   | —                                   | —                                   | 21                                  | —                                   | —                                   | —                                   | —                                   | —                                   | —                                   | —                                   |                                                                                              | The Gifted (álbum)                                        |
| 2013                                                                             | "The Monster" (Eminem com a participação de Rihanna)                      | 3                                   | 1                                   | 6                                   | 1                                   | 1                                   | 1                                   | 1                                   | 1                                   | 1                                   | 1                                   | 1                                   | 1                                   | - ARIA: 2× Platina - RMNZ: Platina                                                           | The Marshall Mathers LP 2                                 |
| 2014                                                                             | "Can't Remember to Forget You" (Shakira com a participação de Rihanna)    | 20                                  | —                                   | 4                                   | —                                   | 15                                  | —                                   | —                                   | 7                                   | 17                                  | —                                   | 11                                  | 13                                  |                                                                                              | Shakira                                                   |
| "—" denota um título que não tenha entrado na tabela musical do respectivo país. |                                                                           |                                     |                                     |                                     |                                     |                                     |                                     |                                     |                                     |                                     |                                     |                                     |                                     |                                                                                              |                                                           |

### De caridade
| Ano                                                                              | Título                                                    | Melhor posição nas tabelas musicais | Melhor posição nas tabelas musicais | Melhor posição nas tabelas musicais | Melhor posição nas tabelas musicais | Melhor posição nas tabelas musicais | Melhor posição nas tabelas musicais | Melhor posição nas tabelas musicais | Melhor posição nas tabelas musicais | Melhor posição nas tabelas musicais | Notas                                                                                                |
| Ano                                                                              | Título                                                    | AUS                                 | AUT                                 | CAN                                 | EUA                                 | FIN                                 | IRL                                 | NOR                                 | NZ                                  | RU                                  | Notas                                                                                                |
| -------------------------------------------------------------------------------- | --------------------------------------------------------- | ----------------------------------- | ----------------------------------- | ----------------------------------- | ----------------------------------- | ----------------------------------- | ----------------------------------- | ----------------------------------- | ----------------------------------- | ----------------------------------- | --- |
| 2008                                                                             | "Just Stand Up!" (com artistas Stand Up to Cancer         | 39                                  | 73                                  | 10                                  | 11                                  | —                                   | 11                                  | —                                   | 19                                  | 26                                  | - Parte da campanha Stand Up to Cancer.                                                              |
| 2010                                                                             | "Redemption Song"                                         | —                                   | —                                   | 82                                  | 81                                  | —                                   | —                                   | —                                   | —                                   | —                                   | - Versão de Bob Marley para a campanha de vítimas do sismo do Haiti de 2010.                         |
| 2010                                                                             | "Stranded (Haiti Mon Amour)" (com Jay-Z, Bono e The Edge) | —                                   | 10                                  | 6                                   | 16                                  | 14                                  | 3                                   | 6                                   | —                                   | 41                                  | - Canção para a campanha de vítimas do sismo do Haiti de 2010, incluída no disco Hope for Haiti Now. |
| "—" denota um título que não tenha entrado na tabela musical do respectivo país. |                                                           |                                     |                                     |                                     |                                     |                                     |                                     |                                     |                                     |                                     | |

### Promocionais
| Ano                                                                              | Título            | Melhor posição nas tabelas musicais | Melhor posição nas tabelas musicais | Melhor posição nas tabelas musicais | Melhor posição nas tabelas musicais | Melhor posição nas tabelas musicais | Álbum              |
| Ano                                                                              | Título            | AUS                                 | EUA                                 | EUA Dance                           | IRL                                 | RU                                  | Álbum              |
| -------------------------------------------------------------------------------- | ----------------- | ----------------------------------- | ----------------------------------- | ----------------------------------- | ----------------------------------- | ----------------------------------- | ------------------ |
| 2009                                                                             | "Breakin' Dishes" | —                                   | —                                   | 4                                   | —                                   | —                                   | Good Girl Gone Bad |
| 2009                                                                             | "Wait Your Turn"  | 82                                  | —[C]                                | —                                   | 32                                  | 45                                  | Rated R            |
| "—" denota um título que não tenha entrado na tabela musical do respectivo país. |                   |                                     |                                     |                                     |                                     |                                     |                    |

### Outras canções
| Ano                                                                              | Título                                                                 | Melhor posição nas tabelas musicais | Melhor posição nas tabelas musicais | Melhor posição nas tabelas musicais | Melhor posição nas tabelas musicais | Melhor posição nas tabelas musicais | Melhor posição nas tabelas musicais | Melhor posição nas tabelas musicais | Álbum          |
| Ano                                                                              | Título                                                                 | CAN                                 | ESP                                 | EUA                                 | EUA R&B                             | IRL                                 | RU                                  | RU R&B                              | Álbum          |
| -------------------------------------------------------------------------------- | ---------------------------------------------------------------------- | ----------------------------------- | ----------------------------------- | ----------------------------------- | ----------------------------------- | ----------------------------------- | ----------------------------------- | ----------------------------------- | -------------- |
| 2006                                                                             | "A Girl like Me"                                                       | —                                   | 25                                  | —                                   | —                                   | —                                   | —                                   | —                                   | A Girl like Me |
| 2006                                                                             | "A Million Miles Away"                                                 | —                                   | 38                                  | —                                   | —                                   | —                                   | —                                   | —                                   | A Girl like Me |
| 2008                                                                             | "Numba 1 (Tide Is High)" (com Kardinal Offishall e Nicole Scherzinger) | 47                                  | —                                   | —                                   | —                                   | —                                   | —                                   | —                                   | Not 4 Sale     |
| 2009                                                                             | "Bad Girl" (com Chris Brown)                                           | —                                   | —                                   | —                                   | 55                                  | —                                   | —                                   | —                                   | —              |
| 2010                                                                             | "Fading"                                                               | —                                   | —                                   | —                                   | —                                   | —                                   | 187                                 | —                                   | Loud           |
| 2010                                                                             | "Raining Men"[D] (com Nicki Minaj)                                     | —                                   | —                                   | —                                   | 48                                  | —                                   | 142                                 | —                                   | Loud           |
| 2010                                                                             | "Love the Way You Lie (Part II)" (com Eminem)                          | 19                                  | —                                   | —                                   | —                                   | —                                   | 160                                 | —                                   | Loud           |
| 2011                                                                             | "Cockiness (Love It)"[E]                                               | —                                   | —                                   | —                                   | —                                   | —                                   | 121                                 | 33                                  | Talk That Talk |
| 2011                                                                             | "Birthday Cake"                                                        | —                                   | —                                   | —                                   | 4                                   | —                                   | 172                                 | 39                                  | Talk That Talk |
| 2011                                                                             | "We All Want Love"                                                     | —                                   | —                                   | —                                   | —                                   | —                                   | 188                                 | —                                   | Talk That Talk |
| 2011                                                                             | "Drunk on Love"                                                        | —                                   | —                                   | —                                   | —                                   | —                                   | 153                                 | 23                                  | Talk That Talk |
| 2011                                                                             | "Roc Me Out"                                                           | —                                   | —                                   | —                                   | —                                   | —                                   | 176                                 | —                                   | Talk That Talk |
| 2011                                                                             | "Farewell"                                                             | —                                   | —                                   | —                                   | —                                   | —                                   | 155                                 | —                                   | Talk That Talk |
| 2011                                                                             | "Red Lipstick"                                                         | —                                   | —                                   | —                                   | —                                   | —                                   | 122                                 | 34                                  | Talk That Talk |
| 2011                                                                             | "Do Ya Thang"                                                          | —                                   | —                                   | —                                   | —                                   | —                                   | 136                                 | 38                                  | Talk That Talk |
| 2011                                                                             | "Fool in Love"                                                         | —                                   | —                                   | —                                   | —                                   | —                                   | 123                                 | 35                                  | Talk That Talk |
| 2012                                                                             | "Phresh Out the Runway"[F]                                             | —                                   | —                                   | —                                   | 60                                  | —                                   | 177                                 | 35                                  | Unapologetic   |
| 2012                                                                             | "Numb" (com Eminem)                                                    | 99                                  | —                                   | —                                   | 42                                  | —                                   | 92                                  | 13                                  | Unapologetic   |
| 2012                                                                             | "Loveeeeeee Song" (com Future)                                         | —                                   | —                                   | 55                                  | 31                                  | —                                   | 105                                 | 17                                  | Unapologetic   |
| 2012                                                                             | "Jump"                                                                 | —                                   | —                                   | —                                   | —                                   | —                                   | 150                                 | —                                   | Unapologetic   |
| 2012                                                                             | "Nobody's Business" (com Chris Brown)                                  | —                                   | —                                   | —                                   | 39                                  | —                                   | 63                                  | 7                                   | Unapologetic   |
| 2012                                                                             | "Love Without Tragedy / Mother Mary"                                   | —                                   | —                                   | —                                   | —                                   | —                                   | 113                                 | 19                                  | Unapologetic   |
| 2012                                                                             | "No Love Allowed"[G]                                                   | —                                   | —                                   | —                                   | 53                                  | —                                   | 131                                 | 24                                  | Unapologetic   |
| 2012                                                                             | "Half of Me"                                                           | 96                                  | —                                   | —                                   | —                                   | 84                                  | 75                                  | 10                                  | Unapologetic   |
| 2016                                                                             | "Sex with Me"[H]                                                       | —                                   | —                                   | —                                   | —                                   | —                                   | —                                   | —                                   | Anti           |
| "—" denota um título que não tenha entrado na tabela musical do respectivo país. |                                                                        |                                     |                                     |                                     |                                     |                                     |                                     |                                     |                |

## Lados B
| Ano  | Lado B                         | Lado A          |
| ---- | ------------------------------ | --------------- |
| 2005 | "Should I?" (com J-Status)     | "Pon de Replay" |
| 2006 | "Break It Off" (com Sean Paul) | "SOS"           |
| 2006 | "Let Me"                       | "SOS"           |

## Outras aparências

### Como convidada
As seguintes canções não foram lançadas como single, mas a cantora contribui com os seus vocais creditados em álbuns de outros artistas.
| Ano  | Título                         | Álbum                    | Artista           |
| ---- | ------------------------------ | ------------------------ | ----------------- |
| 2005 | "Boom Boom"                    | Ghetto Story             | Cham              |
| 2007 | "First Time"                   | From Nothin' to Somethin | Fabolous          |
| 2007 | "Livin' a Lie"                 | Love Hate                | The-Dream         |
| 2008 | "Where Do We Go"               | Razah                    | Razah             |
| 2008 | "Throw Your Hands Up"          | Let's Get Physical       | Elephant Man      |
| 2011 | "Shy Ronnie 2: Ronnie & Clyde" | Turtleneck & Chain       | The Lonely Island |

### Aparências promocionais
| Ano  | Título                              | Nota               |
| ---- | ----------------------------------- | ------------------ |
| 2006 | "Just Be Happy" (com Julie Roberts) | Canção promocional |

### Bandas sonoras
| Ano  | Título                        | Álbum                       | Nota                                        |
| ---- | ----------------------------- | --------------------------- | ------------------------------------------- |
| 2006 | "The Hotness" (com Shontelle) | Save the Last Dance 2       | Banda sonora do filme Save the Last Dance 2 |
| 2012 | "Shut Up and Drive"           | Wreck-It Ralph (Soundtrack) | Banda sonora do filme Wreck-It Ralph        |

Apesar de serem executadas durante o filme, não constam no álbum oficial da banda sonora:
| Ano  | Título                | Filme                       |
| ---- | --------------------- | --------------------------- |
| 2006 | "Pon de Replay"/"SOS" | Bring It On: All or Nothing |
| 2007 | "Pon de Replay"       | Are We Done Yet?            |
| 2007 | "Breakin' Dishes"     | Sydney White                |
| 2007 | "Umbrella"            | Brod ludaka                 |
| 2008 | "Shut Up And Drive"   | Wild Child                  |
| 2008 | "Take a Bow"          | The House Bunny             |
| 2008 | "Shut Up And Drive"   | Beethoven's Big Break       |
| 2009 | "Shut Up And Drive"   | I Love You, Man             |
| 2009 | "Live Your Life"      | The Hangover                |
| 2010 | "Disturbia"           | Grand Ma Takedown           |
| 2011 | "Umbrella"            | Just Go with It             |

### Jogos
| Ano  | Título                     | Jogo                                                          |
| ---- | -------------------------- | ------------------------------------------------------------- |
| 2007 | "SOS"                      | SingStar Pop                                                  |
| 2009 | "Disturbia"                | Karaoke Revolution                                            |
| 2010 | "SOS"                      | Just Dance 2, Just Dance Wii                                  |
| 2010 | "Pon de Replay"            | Just Dance 2, Just Dance Greatest Hits                        |
| 2010 | "Pon de Replay"            | Dance Central                                                 |
| 2011 | "Only Girl (In the World)" | Kinect Sports: Season Two Trilha Sonora de Grand Theft Auto V |
| 2011 | "Rude Boy"                 | Dance Central 2                                               |
| 2012 | "Only Girl (In the World)" | Just Dance Greatest Hits, Just Dance 3                        |
| 2013 | "Disturbia", "Umbrella"    | Just Dance 4                                                  |
| 2014 | "Where Have Your Been"     | Just Dance 2014                                               |
| 2015 | "Diamonds"                 | Just Dance 2015                                               |